# ビワハイジ
ビワハイジ（欧字名:Biwa Heidi、1993年3月7日 - 2022年2月25日）は、日本の競走馬、繁殖牝馬。
1995年のJRA賞最優秀3歳牝馬である。主な勝ち鞍は1995年の阪神3歳牝馬ステークス（GI）、札幌3歳ステークス（GIII）、1998年の京都牝馬特別（GIII）。
繁殖牝馬としては、GI優勝馬のブエナビスタやジョワドヴィーヴル、重賞優勝馬のアドマイヤジャパン、アドマイヤオーラ、トーセンレーヴ、サングレアルを産んだ。JRA重賞勝ち馬を5頭産んだ時点で史上最多となったが、後にその記録を6頭に伸ばした。

## 経歴

### デビューまで
アグサンは、アイルランド産の牝馬であり、イギリスで競走馬として4戦未勝利ののち繁殖牝馬となった。イギリスやアイルランドで数年生産を続ける中、早田牧場の牧場主である早田光一郎が購入。アイルランドの種牡馬であるカーリアンとの仔をお腹に宿したまま日本に渡った。日本では北海道新冠町の早田牧場新冠支場に移動し、1993年3月7日、青鹿毛の牝馬（後のビワハイジ）が誕生する。
誕生後、栗東トレーニングセンターの浜田光正調教師の検分を受け、浜田は親しい有限会社ビワ代表の中島勇に購入を依頼し、有限会社ビワによる所有が決定した。「早田牧場、浜田光正、有限会社ビワ」のタッグは、同年に活躍中のビワハヤヒデで全く同じ組み合わせであった。
育成が施されたのち、1995年4月末、栗東トレーニングセンターの浜田厩舎に移動した。

### 競走馬時代

#### 3歳（1995年）

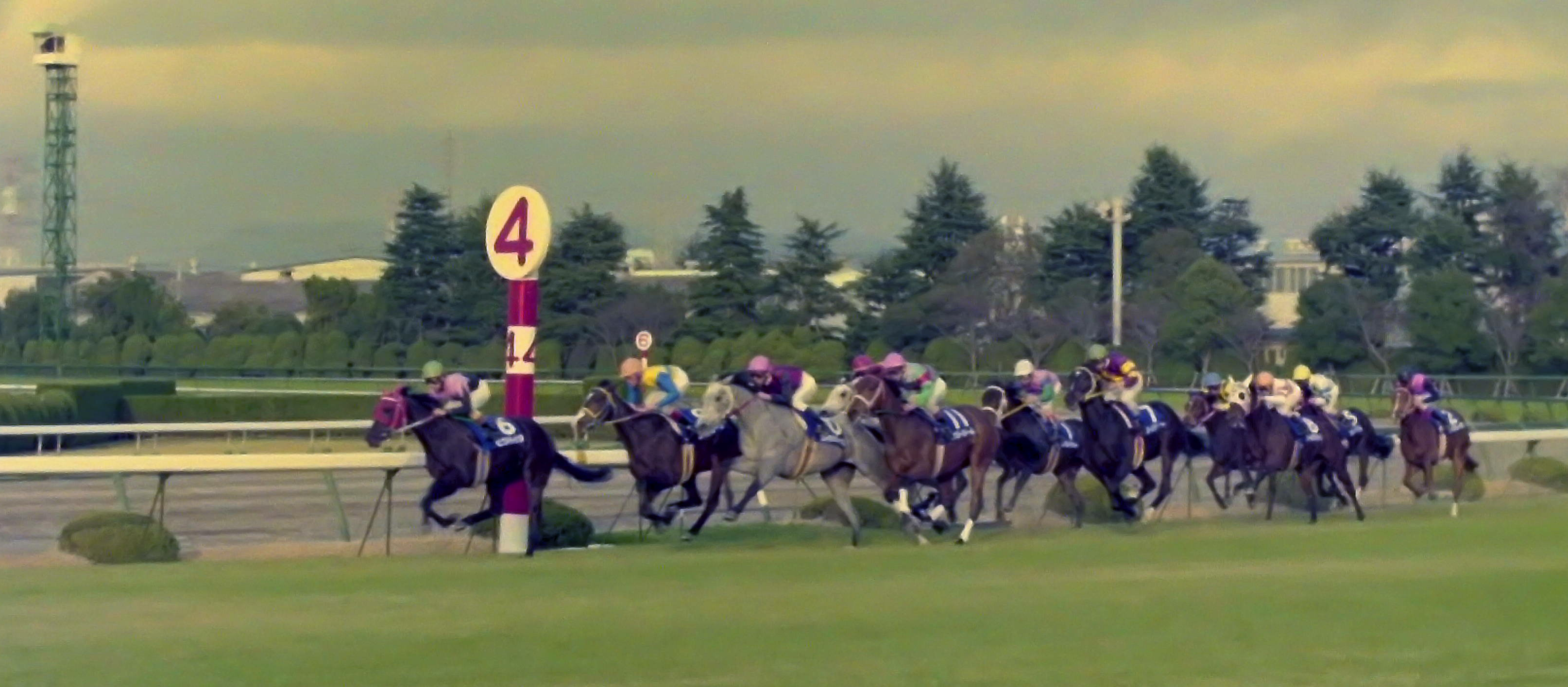
1995年　第47回阪神3歳牝馬ステークス

6月10日、札幌競馬場の新馬戦（芝1000メートル）に出走。1993年生世代最初の新馬戦に武豊が騎乗し、単勝オッズ1.5倍の1番人気に推された。先行して直線では外から追い上げ、内外から追い上げる2頭を半馬身退けて初勝利を挙げた。続いて7月30日、世代最初の重賞である札幌3歳ステークス（GIII）では3番人気に推され、再び武が騎乗して出走。スタートから先行し、最終コーナーで先頭に並びかけると、それから差を広げて先頭で入線。後方に3馬身半差を広げて重賞初勝利となった。その後は、さらなる強化のために早田牧場に戻り、1か月間坂路や屋内馬場で調教が施された。牧場を去るころには、筋肉が発達し札幌3歳ステークスの時と比べて約30キログラム増加していた。
12月3日、阪神3歳牝馬ステークス（GI）で4か月ぶりの復帰となった。これまで2戦に騎乗した武は新馬戦、条件戦と2連勝中のイブキパーシヴを選び、イブキパーシヴは1番人気に推されていた。対するビワハイジには角田晃一が騎乗し、単勝オッズ8.7倍の4番人気という支持であった。好スタートから先頭に立って逃げ、スローペースを刻んだ。先頭で直線に入り、2番手のエアグルーヴや5番手から追い上げたイブキパーシヴを退けて決勝線を通過。2着のエアグルーヴには半馬身差でGI初優勝となった。年末には、JRA賞最優秀3歳牝馬に選出された。

#### 4-6歳（1996年-98年）
3歳となった1996年、3月2日のチューリップ賞（GIII）で始動。2.3倍の1番人気に推されたが、僅差の2.7倍の2番人気は前走下したエアグルーヴであった。ビワハイジは大外枠からスタートし、2番手に位置。最終コーナーで先頭に立ったが直線でエアグルーヴにかわされ、それから5馬身差をつけられ2着となり、初めて敗戦した。4月7日の桜花賞（GI）では、優勝が期待され大きな注目を浴びたエアグルーヴが、直前で感冒のため回避。敗れた相手のいなくなったビワハイジに支持が集まり、僅差の2番人気に推されていた。レース前には公表されていなかったが、ビワハイジは出走直前に歯替わりと発情をしており、熱発など体調不良の中、出走することとなった。スタートから好位に位置取り、直線に入ったが全く伸びず15着に敗れた。
続いて、中島は次走に同じ距離のNHKマイルカップや牝馬限定の優駿牝馬（オークス）ではなく、牡馬が多数出走する東京優駿（日本ダービー）を希望した。中島は希望した理由について、距離延長でも通用することと、この時点では牡馬と牝馬の力量差が小さいことを挙げていた。また、河村清明によれば、中島には「1993年（中略）ビワハヤヒデが2着に敗れた悔しさ」も存在したという。浜田は反対していたものの、優駿牝馬に出走してもエアグルーヴには敵わないとも考えていた。6月2日、シャダイソフィア以来13年振りの牝馬による東京優駿出走が実現したが、13着敗退。レース後、左前脚骨折が判明し、1年以上の休養を強いられた。
1997年10月18日、カシオペアステークス（OP）で復帰。その後、2戦に出走するも勝利には至らなかった。6歳となる1998年も現役を続行し、1月31日の京都牝馬特別（GIII）にオリビエ・ペリエに乗り替わり出走。大外枠から先頭となり逃げると、ムチが入らないまま直線に入り、そのまま先頭で入線。後方に2馬身差をつけて2年振りの勝利で、重賞3勝目を果たした。レース後に左前脚骨瘤が確認されたため、競走馬を引退した。

### 繁殖牝馬時代
繁殖入りしてしばらくは育成時に過ごした早田牧場新冠支場で繋養されていた。しかし、早田牧場の自己破産や中島の急死により、中島の馬を多く手掛けていた調教師の松田博資がノーザンファームの吉田勝己を仲介し、中島の遺した馬すべてをノーザンファームに移譲した。ビワハイジも同様に、ノーザンファームに渡っている。
早田牧場では3頭を産み、中でも3番仔のアドマイヤジャパン（父:サンデーサイレンス）は、京成杯（GIII）勝利のほかに皐月賞（GI）3着、菊花賞（GI）2着とクラシックでも好走した。ノーザンファーム移動後は9頭を産み、シンザン記念（JpnIII）や弥生賞（JpnII）、京都記念（GII）を制したアドマイヤオーラ、GI6勝のブエナビスタ、以下トーセンレーヴ、ジョワドヴィーヴル、サングレアルといったGI、重賞優勝馬を輩出した。なお、ノーザンファーム移動後は、それを仲介した松田がほとんどの産駒を手掛けている。2022年2月25日、老衰により29歳で死亡する。
その優れた繁殖成績により、「ビワハイジ（BIWA HEIDI）」の名は後に国際競馬統括機関連盟によって国際保護馬名（全世界でのサラブレッドへの命名禁止）に指定された。

## 競走成績
以下の内容は、netkeiba.comおよびJBISサーチに基づく。
| 競走日     | 競馬場 | 競走名           | 格   | 距離（馬場）  | 頭 数 | 枠 番 | 馬 番 | オッズ （人気） | 着順 | タイム （上り3F） | 着差 | 騎手      | 斤量 [kg] | 1着馬（2着馬）         | 馬体重 [kg] |
| ---------- | ------ | ---------------- | ---- | ------------- | ----- | ----- | ----- | --------------- | ---- | ----------------- | ---- | --------- | --------- | ---------------------- | ----------- |
| 1995.06.10 | 札幌   | 3歳新馬          |      | 芝1000m（良） | 9     | 4     | 4     | 001.50（1人）   | 01着 | R0:58.8（35.5）   | -0.1 | 0武豊     | 53        | （コバルトウインド）   | 424         |
| 0000.07.30 | 札幌   | 札幌3歳S         | GIII | 芝1200m（稍） | 15    | 3     | 5     | 006.10（3人）   | 01着 | R1:12.0（37.6）   | -0.6 | 0武豊     | 53        | （キッスパシオン）     | 426         |
| 0000.12.03 | 阪神   | 阪神3歳牝馬S     | GI   | 芝1600m（良） | 11    | 6     | 6     | 008.70（4人）   | 01着 | R1:35.3（34.2）   | -0.1 | 0角田晃一 | 53        | （エアグルーヴ）       | 434         |
| 1996.03.02 | 阪神   | チューリップ賞   | GIII | 芝1600m（稍） | 14    | 8     | 14    | 002.30（1人）   | 02着 | R1:35.0（36.2）   | -0.8 | 0角田晃一 | 54        | エアグルーヴ           | 436         |
| 0000.04.07 | 阪神   | 桜花賞           | GI   | 芝1600m（良） | 18    | 6     | 11    | 004.80（2人）   | 15着 | 01:37.0（37.3）   | -2.6 | 0角田晃一 | 53        | ファイトガリバー       | 430         |
| 0000.06.02 | 東京   | 東京優駿         | GI   | 芝2400m（良） | 17    | 7     | 14    | 071.8（10人）   | 13着 | R2:27.9（36.1）   | -1.8 | 0角田晃一 | 55        | フサイチコンコルド     | 430         |
| 1997.10.18 | 京都   | カシオペアS      | OP   | 芝2000m（良） | 8     | 4     | 4     | 009.60（5人）   | 05着 | 02:01.4（36.7）   | -0.7 | 0角田晃一 | 55        | ユウトウセイ           | 456         |
| 0000.11.09 | 京都   | エリザベス女王杯 | GI   | 芝2200m（良） | 15    | 5     | 9     | 023.00（5人）   | 07着 | 02:12.9（35.9）   | -0.4 | 0角田晃一 | 56        | エリモシック           | 448         |
| 0000.12.14 | 阪神   | 阪神牝馬特別     | GII  | 芝1600m（良） | 16    | 8     | 16    | 008.90（4人）   | 07着 | 01:35.1（36.2）   | -0.6 | 0角田晃一 | 55        | エアウイングス         | 446         |
| 1998.01.31 | 京都   | 京都牝馬特別     | GIII | 芝1600m（良） | 13    | 8     | 13    | 003.80（3人）   | 01着 | 01:35.1（36.2）   | -0.3 | 0O.ペリエ | 55        | （ランフォザドリーム） | 442         |

## 繁殖成績
- 産駒の戦績は2021年6月23日現在
- 表中の太字強調は、GI優勝馬を示す。

|        | 馬名               | 誕生年 | 性 | 毛色   | 父                 | 厩舎 | 馬主                                                         | 戦績                                    |
| ------ | ------------------ | ------ | -- | ------ | ------------------ | --- | ------------------------------------------------------------ | --------------------------------------- |
| 初仔   | ビワワールド       | 1999年 | 騸 | 鹿毛   | ブライアンズタイム | 浜田光正（栗東） | （有）ビワ                                                   | 24戦3勝（引退）                         |
|        | 不受胎             | 2000年 |    |        | サンデーサイレンス | |                                                              |                                         |
| 2番仔  | ファインセラ       | 2001年 | 牝 | 青鹿毛 | サンデーサイレンス | 久保田貴士（美浦） など | 吉田和美                                                     | 14戦6勝（繁殖牝馬）                     |
| 3番仔  | アドマイヤジャパン | 2002年 | 牡 | 栗毛   | サンデーサイレンス | 松田博資（栗東） | 近藤利一                                                     | 10戦2勝（種牡馬）                       |
|        | 不受胎             | 2003年 |    |        | ブライアンズタイム | 松田博資（栗東） | 近藤利一                                                     |                                         |
| 4番仔  | アドマイヤオーラ   | 2004年 | 牡 | 鹿毛   | アグネスタキオン   | 松田博資（栗東） | 近藤利一                                                     | 16戦4勝（種牡馬）                       |
| 5番仔  | アドマイヤテンカ   | 2005年 | 牡 | 鹿毛   | アグネスタキオン   | 松田博資（栗東） | 近藤利一                                                     | 不出走（死亡）                          |
| 6番仔  | ブエナビスタ       | 2006年 | 牝 | 黒鹿毛 | スペシャルウィーク | 松田博資（栗東） | （有）サンデーレーシング                                     | 23戦9勝（繁殖牝馬）                     |
| 7番仔  | アーデルハイト     | 2007年 | 牝 | 黒鹿毛 | アグネスタキオン   | 松田博資（栗東） | （有）サンデーレーシング                                     | 1戦0勝（繁殖牝馬） 孫にエンブロイダリー |
| 8番仔  | トーセンレーヴ     | 2008年 | 牡 | 鹿毛   | ディープインパクト | 池江泰寿（栗東） | 島川隆哉                                                     | 33戦8勝（種牡馬）                       |
| 9番仔  | ジョワドヴィーヴル | 2009年 | 牝 | 鹿毛   | ディープインパクト | 松田博資（栗東） | （有）サンデーレーシング                                     | 7戦2勝（現役中死亡）                    |
|        | 不受胎             | 2010年 |    |        | スペシャルウィーク | |                                                              |                                         |
| 10番仔 | サングレアル       | 2011年 | 牝 | 青鹿毛 | ゼンノロブロイ     | 松田博資（栗東） →池添学（栗東） | （有）サンデーレーシング                                     | 13戦2勝（繁殖牝馬） 産駒にメルキオル    |
|        | 種付けせず         | 2012年 |    |        |                    | |                                                              |                                         |
| 11番仔 | エルプシャフト     | 2013年 | 牡 | 青鹿毛 | ディープインパクト | 角居勝彦（栗東） →中竹和也（栗東） →角居勝彦（栗東） →小野望（北海道） →東眞市（佐賀） →西山裕貴（高知） →齋藤雄一（盛岡） →千田輝彦（栗東） →齋藤雄一（盛岡） | （有）サンデーレーシング →アークフロンティア（株） →浦野和由 | 66戦8勝（引退）                         |
|        | 種付けせず         | 2014年 |    |        |                    | |                                                              |                                         |
| 12番仔 | プリメラビスタ     | 2015年 | 牝 | 栗毛   | オルフェーヴル     | 池添学（栗東） | （有）サンデーレーシング                                     | 13戦2勝（繁殖牝馬）                     |
|        | 不受胎             | 2016年 |    |        | ルーラーシップ     | |                                                              |                                         |

## 血統表
| ビワハイジの血統              | ビワハイジの血統                | ビワハイジの血統            | （血統表の出典）            | （血統表の出典）  |
| 父系                          | ニジンスキー系                  | ニジンスキー系              | ニジンスキー系              | [ § 2 ]           |
| 父 Caerleon 1980 鹿毛         | 父の父Nijinsky II 1967 鹿毛     | Northern Dancer             | Nearctic                    | Nearctic          |
| 父 Caerleon 1980 鹿毛         | 父の父Nijinsky II 1967 鹿毛     | Northern Dancer             | Natalma                     |                   |
| 父 Caerleon 1980 鹿毛         | 父の父Nijinsky II 1967 鹿毛     | Flaming Page                | Bull Page                   | Bull Page         |
| 父 Caerleon 1980 鹿毛         | 父の父Nijinsky II 1967 鹿毛     | Flaming Page                | Flaring Top                 |                   |
| 父 Caerleon 1980 鹿毛         | 父の母Foreseer 1969 黒鹿毛      | Round Table                 | Princequillo                | Princequillo      |
| 父 Caerleon 1980 鹿毛         | 父の母Foreseer 1969 黒鹿毛      | Round Table                 | Knight's Daughter           |                   |
| 父 Caerleon 1980 鹿毛         | 父の母Foreseer 1969 黒鹿毛      | Regal Gleam                 | Hail to Reason              | Hail to Reason    |
| 父 Caerleon 1980 鹿毛         | 父の母Foreseer 1969 黒鹿毛      | Regal Gleam                 | Miz Carol                   |                   |
| 母 *アグサン Aghsan 1985 青毛 | 母の父Lord Gayle 1965 黒鹿毛    | Sir Gaylord                 | Turn-to                     | Turn-to           |
| 母 *アグサン Aghsan 1985 青毛 | 母の父Lord Gayle 1965 黒鹿毛    | Sir Gaylord                 | Somethingroyal              |                   |
| 母 *アグサン Aghsan 1985 青毛 | 母の父Lord Gayle 1965 黒鹿毛    | Sticky Case                 | Court Martial               | Court Martial     |
| 母 *アグサン Aghsan 1985 青毛 | 母の父Lord Gayle 1965 黒鹿毛    | Sticky Case                 | Run Honey                   |                   |
| 母 *アグサン Aghsan 1985 青毛 | 母の母Santa Luciana 1973 黒鹿毛 | Luciano                     | Henry the Seventh           | Henry the Seventh |
| 母 *アグサン Aghsan 1985 青毛 | 母の母Santa Luciana 1973 黒鹿毛 | Luciano                     | Light Arctic                |                   |
| 母 *アグサン Aghsan 1985 青毛 | 母の母Santa Luciana 1973 黒鹿毛 | Suleika                     | Ticino                      | Ticino            |
| 母 *アグサン Aghsan 1985 青毛 | 母の母Santa Luciana 1973 黒鹿毛 | Suleika                     | Schwarzblaurot F-No.16-c    |                   |
| 母系(F-No.)                   | 16号族(FN:16-c)                 | 16号族(FN:16-c)             | 16号族(FN:16-c)             | [ § 3 ]           |
| 5代内の近親交配               | Princequillo4×5、Turn-to4×5     | Princequillo4×5、Turn-to4×5 | Princequillo4×5、Turn-to4×5 | [ § 4 ]           |
| 出典                          | 1. 2. 3. 4.                     | 1. 2. 3. 4.                 | 1. 2. 3. 4.                 | 1. 2. 3. 4.       |

母の半妹の仔に菊花賞、有馬記念、天皇賞（春）勝ちのマンハッタンカフェやオールカマー勝ちのエアスマップ。その孫にクイーンステークスやクイーンカップ勝ちのアプリコットフィズがいる。